# سفيان المليتي
سفيان المليتي لاعب كرة قدم تونسي من مواليد 18 أغسطس 1978 بمدينة سليانة ويشغل خط وسط ميدان هجومي مع المنتخب الوطني التونسي. وهو شقيق لاعب خالد المليتي.

## روابط خارجية
- سفيان المليتي على موقع الاتحاد الدولي (مؤرشف)  (الإنجليزية)
- سفيان المليتي على موقع قاعدة بيانات كرة القدم.إي يو (الإنجليزية)
- سفيان المليتي على موقع ناشيونال فوتبول تيمز (الإنجليزية)
- سفيان المليتي على موقع كووورة